# آنا أسينسيو
آنا أسينسيو (بالإسبانية: Ana Asensio)‏ هي ممثلة إسبانية، ولدت في 4 أبريل 1978 بمدريد في إسبانيا.

## وصلات خارجية
- آنا أسينسيو على موقع IMDb (الإنجليزية)
- آنا أسينسيو على موقع قاعدة بيانات الفيلم (الإنجليزية)